# Alejandro Hoffman
Alejandro Hoffman (ur. 26 października 1966 roku) – argentyński szachista, arcymistrz od 1998 roku.

## Kariera szachowa
W latach 90. XX wieku należał do czołówki argentyńskich szachistów. W roku 1997 zdobył w Buenos Aires tytuł indywidualnego wicemistrza kraju, a w latach 1995 i 1998 dwukrotnie w finałowych turniejach zajmował IV miejsca. Trzykrotnie (1990, 1998, 2000) wystąpił na szachowych olimpiadach oraz dwukrotnie w drużynowych mistrzostwach państw panamerykańskich, w których wraz z drużyną zdobył dwa medale: srebrny (1995) oraz brązowy (1987). W latach 1999 oraz 2001 uczestniczył w rozgrywanych systemem pucharowym turniejach o mistrzostwo świata, w obu przypadkach odpadając w I rundach (po porażkach z Władysławem Tkaczewem i Piotrem Swidlerem).
Zwyciężył bądź podzielił I miejsca m.in. w Sewilli (1992), Pontevedrze (1992), Buenos Aires (1993, 1998), Mondariz (2004, 2005, 2007), Rondzie (2006) i Ourense (2006).
Najwyższy ranking w karierze osiągnął 1 stycznia 1999, z wynikiem 2547 punktów zajmował wówczas 3. miejsce (za Danielem Camporą i Maksimem Sorokinem) wśród argentyńskich szachistów.